# Млиниська (Мисліборський повіт)
Млиниська (пол. Młyniska) — село в Польщі, у гміні Дембно Мисліборського повіту Західнопоморського воєводства.
Населення — 126 осіб (2011).
У 1975-1998 роках село належало до Гожовського воєводства.

## Демографія
Демографічна структура станом на 31 березня 2011 року:
|          | Загалом | Допрацездатний вік | Працездатний вік | Постпрацездатний вік |
| -------- | ------- | ------------------ | ---------------- | -------------------- |
| Чоловіки | 75      | 23                 | 47               | 5                    |
| Жінки    | 51      | 14                 | 27               | 10                   |
| Разом    | 126     | 37                 | 74               | 15                   |